# Museo de Mánchester
El Museo de Mánchester, situado en la ciudad británica homónima, es una institución perteneciente a la Universidad de Mánchester volcada tanto a la investigación como a la exposición pública y la enseñanza. Ocupa un conjunto arquitectónico neogótico en la calle Oxford Road.

## Colecciones
El Museo de Mánchester custodia variadas colecciones temáticas que comprenden desde la Historia Natural hasta la tecnología y el medio ambiente, a través de objetos tan notables como esqueletos de dinosaurios y momias del antiguo Egipto. La colección abarca milenios y más de cuatro millones de objetos de: Arqueología, Antiguo Egipto y Sudán, Ciencias de la Tierra, Geología, Paleontología, Antropología, Biología, Botánica y Numismática.